# 十三俱樂部
十三俱樂部 (13 Club)是威廉與瑪莉學院的一個秘密社團，成立於 1890 年，主要以慈善活動而知名。事實上整體有關這個俱樂部的活動或資訊都很難被打聽。   整個俱樂部保持高度的隱密性，很常會發生就連妻子或小孩都不知道自己的親人就是會員。威廉和與瑪莉的前校園主任路易斯 · 凱爾（Louise Kale）就是典型的例子，她在父親去世才得知父親也是會員之一。  而這幾年來，俱樂部主要透過名為“Be Here Now”的活動與外界接觸。
事實上也有許多俱樂部也有“十三俱樂部”一詞在其中，但目前沒有任何證據證明這些俱樂部有任何關連。
而最知名的十三俱樂部在 1880 年成立，主要目的為破除任何不吉利的迷信，例如13個人坐在同張桌子會帶來迷信等。到 1887 年，此十三俱樂部已有 400 名成員，且至少有五位美國總統獲得榮譽會員：分別是切斯特·亚瑟、格罗弗·克利夫兰、本杰明·哈里森、威廉·麦金利和西奥多·罗斯福。
1886 年 12 月 13 日，在紐約十三俱樂部會議中， 美國政治家兼演說家羅伯特 · 英格索 (Robert Green Ingersoll)講出以下的致酒詞“公眾人物的迷信”：
|  | We have had enough mediocrity, enough policy, enough superstition, enough prejudice, enough provincialism, and the time has come for the American citizen to say: "Hereafter I will be represented by men who are worthy, not only of the great Republic, but of the Nineteenth Century. |